# Donax (zoologia)
Donax è un genere di molluschi bivalvi della famiglia Donacidae.

## Tassonomia
Comprende le seguenti specie:
- Donax acutangulus Deshayes, 1854
- Donax aperittus Melvill, 1897
- Donax asper Hanley, 1845
- Donax assimilis Hanley, 1845
- Donax baliregteri Huber, 2012
- Donax bertini Pilsbry, 1901
- Donax bicolor Gmelin, 1791
- Donax bipartitus Sowerby III, 1892
- Donax brazieri Smith, 1892
- Donax bruneirufi  Huber, 2012
- Donax burnupi Sowerby III, 1894
- Donax caelatus Carpenter, 1857
- Donax californicus Conrad, 1837
- Donax carinatus Hanley, 1843
- Donax clathratus Reeve, 1855
- Donax culter Hanley, 1845
- Donax cumingii Dunker, 1853
- Donax cuneatus Linnaeus, 1758 (nome valido per SeaLifeBase, sinonimo di Latona cuneata per WoRMS)
- 'Donax denisi Fischer-Piette, 1942
- Donax denticulatus Linnaeus, 1758
- Donax dentifer Hanley, 1843
- Donax domaini Cosel, 1995
- Donax ecuadorianus Olsson, 1961
- Donax erythraeensis Bertin, 1881
- Donax faba (Gmelin, 1791)
- Donax fossor Say, 1822
- Donax francisensis (Cotton & Godfrey, 1938)
- Donax gemmula Morrison, 1971
- Donax gouldii Dall, 1921
- Donax gracilis Hanley, 1845
- Donax grasi Huber, 2010
- Donax hanleyanus (Philippi, 1842)
- Donax impar Hanley, 1882
- Donax incarnatus Gmelin, 1791
- Donax introradiatus Reeve, 1855
- Donax kindermanni (Philippi, 1847)
- Donax kiusiuensis Pilsbry, 1901
- Donax listeri Hanley, 1882
- Donax longissimus Thiele, 1931
- Donax lubricus Hanley, 1845
- Donax madagascariensis Wood, 1828 (sinonimo di Latona madagascariensis per WoRMS)
- Donax nitidus Deshayes, 1855
- Donax nuxfagus Preston, 1908
- Donax obesulus Reeve 1854
- Donax obesus d'Orbigny, 1845
- Donax oweni Hanley, 1844
- Donax paxillus Reeve, 1854
- Donax phariformis Cosel, 1995
- Donax pseudacutangulus Cosel & Gofas, 2018
- Donax pulchellus Hanley, 1843
- Donax punctatostriatus Hanley, 1843
- Donax purpurascens (Gmelin, 1791)
- Donax pusillus R. A. Philippi, 1849
- Donax rothi Coan, 1983
- Donax rugosus (Linnaeus, 1758)
- Donax saigonensis Crosse & P. Fischer, 1864
- Donax saxulum Reeve, 1855
- Donax scalpellum Gray, 1825
- Donax semistriatus Poli, 1795
- Donax serra Röding, 1798
- Donax simplex Sowerby III, 1897
- Donax solidus (Spengler, 1798)
- Donax sordidus Hanley, 1845  (nome valido per SeaLifeBase, sinonimo di Latona sordida per WoRMS)
- Donax souverbianus Souverbie, 1860
- Donax spiculum Reeve, 1855
- Donax spiniferus Raven, 2021
- Donax striatus Linnaeus, 1767
- Donax szemiani Oostingh, 1931
- Donax texasianus Philippi, 1847
- Donax ticaonicus Hanley, 1845
- Donax townsendi Sowerby III, 1894
- Donax transversus Sowerby I, 1825
- Donax trunculus Linnaeus, 1758
- Donax variabilis Say, 1822
- Donax variegatus (Gmelin, 1791)
- Donax vellicatus Reeve, 1855
- Donax veneriformis Lamarck, 1818
- Donax venustus Poli, 1795
- Donax verdensis Cosel, 1995
- Donax veruinus  Hedley, 1913
- Donax virilis (Iredale, 1930)
- Donax vittatus (da Costa, 1778)